# Vaszil Mihajlovics Ivancsuk
 Ez a cikk a sakkjátszmák algebrai lejegyzését alkalmazza.
Vaszil Mihajlovics Ivancsuk (ukránul: Василь Михайлович Іванчук; Kopicsinci (Szovjetunió, Ternopili terület), 1969. március 18. –), oroszosan Vaszilij Mihajlovics Ivancsuk, angol írásmóddal Vasyl Ivanchuk ukrán sakkozó, nemzetközi nagymester, négyszeres olimpiai bajnok, csapatban kétszeres világbajnok, egyéni Európa-bajnok (2004), világbajnoki döntős (2002), rapidsakk világbajnok (2016), villámsakk világbajnok (2007), junior sakk-Európa-bajnok (1987), a világ egyik legjobb sakkjátékosa.

## Élete és sakkpályafutása

### Korai évei
Apja jogász, anyja fizikatanár volt. Negyedik osztályos korában kezdett el sakkozni. Első edzője Oleg Kalinyin volt, aki 1979-től kezdett vele foglalkozni a ternopili „Avantgard” sakk-klubban.
1985-ben 2. helyen végzett a Szovjetunió junior sakkbajnokságán (Borisz Gelfand mögött, és holtversenyben 2–4. Ukrajna felnőtt bajnokságán. 1986-ban megnyerte a Szovjetunió „Ifjú mesterek” tornáját.
1986/87-ben megnyerte a Groningenben rendezett U20 korosztályos junior sakk-Európa-bajnokságot, és a Szovjetunió felnőtt sakkbajnokságán megnyerve az 1. liga versenyét, bejutott az 1988. évi szovjet bajnokság döntőjébe, ahol az 5–6. helyen végzett. (A bajnokságot Garri Kaszparov és Anatolij Karpov nyerte holtversenyben. 1988-ban holtversenyben az 1. helyen végzett az U20 korosztályos junior sakkvilágbajnokságon, azonban a rájátszás után csak a 2. helyet szerezte meg.
1988-ban kapta meg a nemzetközi nagymesteri címet, és még ugyanabban az évben a világranglista első tíz helyezettje közé került. A nemzetközi színtéren a névjegyét a New York Open megnyerésével tette le.

### A világ élvonalában
Ebben az időszakban három alkalommal nyerte meg a linaresi szupertornát. 1989-ben Karpov előtt, 1991-ben Kaszparov előtt, akit ezen a versenyen le is győzött; és 1995-ben Karpov, Topalov, Halifman és Sirov előtt.
E sikereire utalva Garri Kaszparov a következőket nyilatkozta Ivancsukról : "Ivancsuk egy csúcskategóriás sakkjátékos, amelyhez például Gelfand és Topalov nem tartozik. Aronján közel van már hozzá, de még nem érte el. Ivancsuk gyarapítja a sorát azoknak a játékosoknak, akik nem lettek világbajnokok, mint például Korcsnoj. Ugyanakkor bizonyos szempontból mégis felülmúlta őket. Ivancsuk végzett már előttem és Karpov előtt is versenyen, míg nagy elődei gyakorlatilag sose értek el ilyen sikert."
1989 és 2000 között több nagy tornán szerzi meg az első helyet. 
1989-ben Bielben, 1990-ben Tilburgban, 1991-ben Reykjavíkban világkupa versenyen, 1992-ben Dortmundban, 1994-ben Münchenben és Novgorodban, 1995-ben Horgenben,  1996-ban Wijk aan Zee-ban, 1997-ben Belgrádban, 1998-ban Elisztában, 2000-ben Lvovban és Montecatini Termében  nyer szupertornát, illetve nagymesterversenyt.
2004-ben Antalyában megnyerte az egyéni Európa-bajnokságot, 2005-ben ragyogó formában két és fél pont előnnyel lett első a Capablanca-emlékversenyen Havannában.
2016-ban megnyerte a Dohában rendezett rapidsakk-világbajnokságot.

### Világbajnokjelölt
Először az 1993-as FIDE-világbajnoki ciklusban vett részt először a világbajnoki címért folyó küzdelemsorozatban. Az 1990-ben Manilában rendezett zónaközi versenyen elért holtversenyes 1. helyezésével kvalifikálta magát a világbajnokjelöltek párosmérkőzéses szakaszába. Az előmérkőzések során fölényes 4,5–0,5 arányú győzelmet aratott a szovjet Leonyid Judaszin ellen, a negyeddöntőben azonban rájátszás után 5,5–4,5-re kikapott a német színekben játszó Artur Juszupovtól.
Az 1996-os FIDE-sakkvilágbajnokság versenysorozatában a Bielben rendezett zónaközi versenyen a 10. helyen még éppen továbbjutó Visuvanádan Ánanddal azonos pontot ért el, azonban a holtverseny eldöntésére szolgáló számítás (az ellenfelek Élő-pontszámának összege) alapján csak a 14. helyre sorolták.
Az 1998-as FIDE-sakkvilágbajnokság küzdelmeibe kiemeltként csak a 2. fordulóban kellett bekapcsolódnia, azonban itt rögtön vereséget szenvedett 1,5–0,5 arányban az amerikai Yasser Seirawantól.
Az 1999-es FIDE-sakkvilágbajnokság egyenes kieséses küzdelmei során kiemeltként a 2. fordulóban kezdett, és 2–0 arányban győzött a német Matthias Wahls ellen, majd a 3. fordulóban ugyanilyen arányban verte az orosz Szergej Sipovot.A 4. fordulóban a VB meglepetésemberétől, a román Liviu-Dieter Nisipeanutól szenvedett rájátszás után 2,5–1,5 arányú vereséget. (Nisipeanu később az elődöntőig jutott, ahol a később világbajnoki címet szerző Alekszandr Halifman tudta csak megállítani.
A 2000-es FIDE-sakkvilágbajnokságon kiemeltként a 2. fordulóban játszott először, és rögtön  vereséget szenvedett rájátszás után 2,5–1,5-re az észt Jaan Ehlvesttől.
A 2002-es FIDE-sakkvilágbajnokság hozta meg eddigi legnagyobb sikerét a világbajnoki szereplései sorában. A versenyen 4. kiemeltként indult, és az első fordulóban az orosz Baatr Sovunov ellen 1,5–0,5-re, a másodikban a lengyel Bartlomiej Macieja ellen 3–1-re, a harmadikban az izraeli Emil Sutovsky ellen 1,5–0,5-re, a 4. körben a kínai Je Csiang-csuan ellen is 1,5–0,5-re győzött. A  negyeddöntőben a francia Joël Lautier elleni 3,5–2,5 arányú győzelmével jutott az elődöntőbe, ahol a világbajnoki cím védőjével Visuvanádan Ánanddal került szembe. Az ellene elért 2,5 – 1,5 arányú győzelem után bejutott a világbajnokság döntőjébe. A döntőben honfitársa, a csak 19. helyre rangsorolt ukrán Ruszlan Ponomarjov volt az ellenfele. A papírforma ellenére a mindössze 18 éves Ponomarjov győzött 4,5–2,5 arányban, és ezzel ő nyerte a világbajnoki címet.
A 2004-es FIDE-sakkvilágbajnokságon a líbiai Tripoliban az első körben az algériai Adlane Arab elleni 2–0-val jutott tovább, a második körben a 17 éves nagy tehetségű indiai Pendjála Harikrisna ellen a rájátszásban szerzett értékes 3–1 arányú győzelmet. A 3. fordulóban a világbajnoki címig menetelő Rusztam Kaszimdzsanovval került szembe, és rájátszás után 2,5–1,5 arányban vesztett.
A 2005-ös FIDE-sakkvilágbajnokság előversenyének számító sakkvilágkupán első kiemeltként indult, és az első fordulóban 1,5–0,5 arányban győzött  az orosz Alekszandr Szibrjajev ellen, de a második körben vereséget szenvedett a bolgár Ivan Cseparinovtól, és így kiesett a további küzdelmekből.
A 2007-es sakkvilágkupán is első kiemeltként indult. Az első fordulóban 2–0 arányban győzött az angolai Pedro Aderito ellen, a 2. körben az orosz Alekszandr Galkint verte 2,5–1,5 arányban, a 3. fordulóban azonban többszöri rájátszás után 3,5–2,5 arányban kikapott a román Nisipeanutól, és így nem jutott tovább.
A 2009-es sakkvilágkupán az első fordulóban 2–0-ra győzött az orosz Alekszej Bezgodov ellen, majd a 2. fordulóban 1,5–0,5 arányú vereséget szenvedett az akkor 15 éves Fülöp-szigeteki Wesley So-tól, és kiesett a további küzdelmekből. A világbajnokjelöltek versenyére való kvalifikciót biztosító másik versenyen, a Grand Prix sorozaton a négy versenyből az egyiken, az örményországi Jermukban rendezett 2009-es versenyen ugyan első helyen végzett, a többi versenyen azonban csak a mezőny második felében vagy a végén, így az összesítésben nem sikerült továbbjutó helyet szereznie.
A 2011-es sakkvilágkupán kiválóan szerepelt, és hosszú idő után ismét beverekedte magát a világbajnokjelöltek közé. A világkupán 2. kiemeltként először a dél-afrikai Steel ellen győzött 2–0-ra, majd az orosz Jevgenyij Alekszejevet verte 1,5–0,5-re; a harmadik körben az izraeli Emil Shutovsky ellen 3–1-es győzelemmel jutott tovább, és a 4. körben a kínai Pu Hsziang-csi ellen nyert ugyancsak 3–1-re. A negyeddöntőben az azeri Tejmur Radzsabov elleni 2,5–1,5 arányú győzelme után az elődöntőben Alekszandr Griscsuktól többszöri rájátszás után 3,5–2,5 arányban kapott ki. A harmadik helyért vívott mérkőzésen 2,5–1,5-re verte honfitársát az exvilágbajnok Ruszlan Ponomarjovot, és ezzel kvalifikálta magát a világbajnokjelöltek versenyének nyolcas mezőnyébe.
A 2013-ban Londonban rendezett világbajnokjelöltek versenyén a kétfordulós körmérkőzéses tornán csak a 7. helyen végzett, de a két első helyezett ellen egyaránt 1,5 pontot szerzett.
A 2013-as sakkvilágkupán az első fordulóban a lengyel Duda ellen 1,5–0,5 arányban, a 2. fordulóban az amerikai Ray Robson ellen 2–0-ra, a harmadik körben az ukrán Jurij Krivorucsko ellen 3–1-re győzött; a negyedik körben a később világkupát nyerő Vlagyimir Kramnyiktól szenvedett 1,5–0,5 arányú vereséget, és ezzel elbúcsúzott a további küzdelmektől. Az ugyancsak kvalifikációra jogosító Grand Prix versenysorozaton minden versenyen a mezőny második felében végzett, és így elesett a továbbjutástól.

### Jelentősebb versenyeredményei
| - Lvov 1987, 11½/17 1. - New York Open 1988, 1. - Debrecen 1988, 10 8/11 1. - Linares 1989, 7/10 1. - Jereván 1989, 8½/11 1. - Biel 1989, 9/14 1–2 - Tilburg 1990, 8½/14 1–2 - Linares 1991, 9½/13 1. - Reykjavik 10½/15, 1–2 - München 1994, 7½/11 1. - Linares 1995, 10/13 1. - Horgen GER 1995, 7/10 1–2 - Wijk aan Zee 1996, 9/13 1. - Belgrád 1997 6/9, 1–2 - Tallinn 2000 6/7, 1. - Montecatini Terme 2000, 5/7 1. - Malmö 2003, 13 7/9 1. - Egyéni Euróőa-bajnokság 2004. 1. - Havanna 2005, 9½/12 1. - Barcelona 2005, 4/5 1–2 - Kanada nyílt bajnoksága 2005, holtversenyes 1. - Tallinn 2006, 7/9 1–3 - Ogyessza 2006, 7/9 1. - Mérida 2006, 1. | - Ogyessza 2007, 7/9 1. - Havanna 2007, 7½/9 1. - Foros 2007, 7½/11 1. - FIDE villámsakk világbajnokság 2007, 1. - Montreal nemzetközi verseny 2007 - M-Tel Masters, Szófia 2008 8/10 2008, 1. - Tal-emlékverseny, Moszkva 2008, 6/9 1. - Tal-emlékverseny (villám), Moszkva 2008, 1. - Linares 2009 8/14, holtversenyes 1. - Bazna 2009, 7/10 1. - Jermuk 2009, 8½/13 1. - Amber Rapid 2010, 8/11 holtversenyes 1. (Magnus Carlsennel) - Amber Overall 2010, holtversenyes 1. (Magnus Carlsennel) - Capablanca-emlékverseny Havanna 2010, 7/10 1. - Cap d'Agde Rapid 2010, 1. - Gibraltar Chess Festival 2011, 9/10 1. - Capablanca-emlékverseny Havanna 2011, 6½/10 1. - Grand Slam Bilbao – São Paulo 2011, holtversenyes 1. (Magnus Carlsennel) - Capablanca-emlékverseny Havanna, Kuba 2012, 6½/10, 1. - Tradewise Gibraltar Chess Festival, Masters 2014. 1. - Latvian Railway open A-verseny 2014, 1. - Edmonton International, 2014, 1. |

## Eredményei csapatban

### Sakkolimpiák
1988–2014 között 14 sakkolimpián vett részt, kétszer (1988, 1990) a Szovjetunió csapatával, és kétszer (2004, 2010) Ukrajna csapatával nyert aranyérmet. Ezek mellett még Ukrajna csapatával egy ezüst és három bronzérmet, egyéni teljesítménye alapján egy arany (2010), egy ezüst és három bronzérmet szerzett. 1988 és 2002 kivételével minden alkalommal az 1. táblán játszott, összteljesítménye 65,7%.

### Csapatvilágbajnokságok
1989–2014 között nyolc alkalommal vett részt a sakkcsapat világbajnokságon. 1988-ban a Szovjetunió csapatával, 2001-ben Ukrajna csapatával nyert aranyérmet. Ezen felül csapatban még kétszer szerzett ezüst és kétszer bronzérmet. Egyéni teljesítménye alapján három arany, két ezüst és egy bronzérmet szerzett.

### Csapat Európa-bajnokságok
1992 és 2011 között hat alkalommal játszott Ukrajna 1. táblásaként a sakkcsapat Európa-bajnokságon, amelyeken a legjobb eredménye 1992-ben csapatban szerzett ezüstérem volt. 2019-ben az ukrán válogatott első táblásaként két egyéni bronzéremmel járult hozzá a csapat újabb ezüstérméhez.

### Sakkcsapatok Európa-kupája
A sakkcsapatok Európa-kupájában először 1990-ben vett részt a CSZKA Moszkva első helyezést elérő csapatával. Ezt követően 1999–2012 között folyamatosan (2011 kivételével) szerepelt a kupadöntőben különböző csapatokkal. Legjobb eredményeit a KSz Polonia Warszawa csapatával érte el, három alkalommal lettek ezüstérmesek és egyszer bronzérmesek. Egyéni teljesítménye alapján a varsói csapattal két arany, egy ezüst és egy bronzérmet, a TPSZ Szaranszk csapatával 2006-ban aranyérmet, az Ashdod City Club csapatával 2012-ben bronzérmet szerzett.

### Szereplései különböző csapatbajnokságokon
Az orosz premier ligában 2005–2013 között csapatban két ezüst, két bronz, egyéniben egy arany három ezüst és két bronzérmet szerzett. A brit Four Nations Chess League-ben 2013-ban a Wood Green Hilsmark Kingfisher együttesével ezüstérmes lett. A lengyel szuperkupában a KSz Polonia Warszawa csapatával 2001-ben és 2002-ben aranyérmet szerzett. A kínai sakkligában 2012-ben a Hebei city csapatával a 8. helyen végeztek. A Szovjetunió köztársaságinak csapatbajnokságán 1986-ban Ukrajna csapatával az 1. helyet szerezte meg.

## Játékereje
2017. áprilisban 2732 Élő-pontja volt a FIDE listáján, ezzel a világranglistán a 25. helyet foglalta el. Rapidsakkban a pontszáma 2827, villámsakkban 2768. Legjobb helyezése a 2. volt, 2007 októberében, ekkor 2787 Élő-pontja volt (ez élete legjobbja).

## Magánélete
Első felesége Alisza Galljamova női nemzetközi nagymester volt, akivel 1991-ben házasodott össze, és abban az évben született egy fiuk. Másodszor 2006-ban nősült meg. Jelenleg Lvivben él, ahol 2012 óta saját sakkiskolája van.

## Megjelent művei
- Супертурнир в Линаресе, 1992, ISBN 5-8292-0019-8
- Шаховые новеллы Василия Иванчука, Luck (ukrán nyelven)

## Róla szóló könyvek
Az összeállítás a chess-news.ru gyűjtése alapján Archiválva 2015. május 23-i dátummal a Wayback Machine-ben
- Ivanchuk: 222 partidas, Ediciones Eseuve, 1990. (spanyol nyelven)
- Eduard Gufeld: Wassili Ivanchuk, Rochade Europa, 1994. (német nyelven)
- Chess Emperors: Vassily Ivanchuk, Caissa Ltd., 1996
- Василий Иванчук, Szbornyik partyij 1985–2001., (2002)
- Владимир Вдовенко и Мирон Козак: Шаховi новели Василя Iванчука, 2006. (ukrán nyelven)
- Николай Калиниченко: Убийство чемпионов: Василий Иванчук. Лучшие партии, 2009 (orosz nyelven)
- Lovas Dániel: The Chess Greats of the World, Caissa, 2011.
- Василий Иванчук. 100 побед гения шахмат, 2012
- Nikolay Kalinichenko: Vassily Ivanchuk 100 selected games, 2013

## Emlékezetes játszmái
|    | |    |    |    |    |    |    |
|    | \| \| \| \| \| \| \| \| \| \| \| \| \| \| \| \| \| \| \| \| \| \| \| \| \| \| \| \| \| \| \| \| \| \| \| \| \| \| \| \| \| \| \| \| \| \| \| \| \| \| \| \| \| \| \| \| \| \| \| \| \| \| \| \| \| \| \| \| \| \| \| \| |    |    |    |    |    |    |
|    | |    |    |    |    |    |    |
| a8 | b8 | c8 | d8 | e8 | f8 | g8 | h8 |
| a7 | b7 | c7 | d7 | e7 | f7 | g7 | h7 |
| a6 | b6 | c6 | d6 | e6 | f6 | g6 | h6 |
| a5 | b5 | c5 | d5 | e5 | f5 | g5 | h5 |
| a4 | b4 | c4 | d4 | e4 | f4 | g4 | h4 |
| a3 | b3 | c3 | d3 | e3 | f3 | g3 | h3 |
| a2 | b2 | c2 | d2 | e2 | f2 | g2 | h2 |
| a1 | b1 | c1 | d1 | e1 | f1 | g1 | h1 |

| a8 | b8 | c8 | d8 | e8 | f8 | g8 | h8 |
| a7 | b7 | c7 | d7 | e7 | f7 | g7 | h7 |
| a6 | b6 | c6 | d6 | e6 | f6 | g6 | h6 |
| a5 | b5 | c5 | d5 | e5 | f5 | g5 | h5 |
| a4 | b4 | c4 | d4 | e4 | f4 | g4 | h4 |
| a3 | b3 | c3 | d3 | e3 | f3 | g3 | h3 |
| a2 | b2 | c2 | d2 | e2 | f2 | g2 | h2 |
| a1 | b1 | c1 | d1 | e1 | f1 | g1 | h1 |

Ivancsuk–Kaszparov, Linares, 1991. 1–0 szicíliai védelem, Canal-támadás (ECO B51)
1.e4 c5 2.Hf3 d6 3.Fb5+ Hd7 4.d4 Hf6 5.O-O cxd4 6.Vxd4 a6 7.Fxd7+ Fxd7 8.Fg5 h6 9.Fxf6 gxf6 10.c4 e6 11.Hc3 Bc8 12.Kh1 h5 13.a4 h4 14.h3 Fe7 15.b4 a5 16.b5 Vc7 17.Hd2 Vc5 18.Vd3 Bg8 19.Bae1 Vg5 20.Bg1 Vf4 21.Bef1 b6 22.He2 Vh6 23.c5 Bxc5 24.Hc4 Kf8 25.Hxb6 Fe8 26.f4 f5 27.exf5 Bxf5 28.Bc1 Kg7 29.g4 Bc5 30.Bxc5 dxc5 31.Hc8 Ff8 32.Vd8 Vg6 (diagram) (Most 33. Vxe8-ra Ve4+-kal sötét visszanyerné a tisztet és ellenjátékhoz jutna) 33.f5 Vh6 (33. – exf5-re 34. gxf5 vezérnyeréssel) 34.g5 Vh5 35.Bg4! (Elzárja a vezér útját az f3-on lehetséges sakk elől) exf5 36.Hf4 Vh8 (Vh7-re 37.Vf6 matt) 37.Vf6+ Kh7 38.Bxh4+ 1-0
Ivancsuk–Morozevics, Amszterdam, 1996. 1–0 francia védelem, Steinitz, Boleszkavszkij-változat (ECO C11)
1.e4 e6 2.d4 d5 3.Hc3 Hf6 4.e5 Hfd7 5.f4 c5 6.Hf3 Hc6 7.Fe3 Fe7 8.dxc5 Hxc5 9.Fe2 O-O 10.O-O Fd7 11.a3 Fe8 12.Ve1 Bc8 13.Bd1 Vc7 14.b4 Hd7 15.Hb5 Vb8 16.Fd3 f6 17.Vh4 f5 18.Vh3 Hb6 19.Fxb6 axb6 20.g4 g6 21.gxf5 exf5 22.Bf2 Hd8 23.Hbd4 Kh8 24.Bg2 Bc3 25.Hh4 Hc6 26.He6 Bg8 27.Hxf5 Vc8 28.Bg3 h5 29.Hh6 Bg7 30.Ff5 Bxg3+ 31.Vxg3 Vb8 32.Bxd5 Bh7 33.Fxg6 Bxh6 34.Ff7 1-0

|    | |    |    |    |    |    |    |
|    | \| \| \| \| \| \| \| \| \| \| \| \| \| \| \| \| \| \| \| \| \| \| \| \| \| \| \| \| \| \| \| \| \| \| \| \| \| \| \| \| \| \| \| \| \| \| \| \| \| \| \| \| \| \| \| \| \| \| \| \| \| \| \| \| \| \| \| \| \| \| \| \| |    |    |    |    |    |    |
|    | |    |    |    |    |    |    |
| a8 | b8 | c8 | d8 | e8 | f8 | g8 | h8 |
| a7 | b7 | c7 | d7 | e7 | f7 | g7 | h7 |
| a6 | b6 | c6 | d6 | e6 | f6 | g6 | h6 |
| a5 | b5 | c5 | d5 | e5 | f5 | g5 | h5 |
| a4 | b4 | c4 | d4 | e4 | f4 | g4 | h4 |
| a3 | b3 | c3 | d3 | e3 | f3 | g3 | h3 |
| a2 | b2 | c2 | d2 | e2 | f2 | g2 | h2 |
| a1 | b1 | c1 | d1 | e1 | f1 | g1 | h1 |

| a8 | b8 | c8 | d8 | e8 | f8 | g8 | h8 |
| a7 | b7 | c7 | d7 | e7 | f7 | g7 | h7 |
| a6 | b6 | c6 | d6 | e6 | f6 | g6 | h6 |
| a5 | b5 | c5 | d5 | e5 | f5 | g5 | h5 |
| a4 | b4 | c4 | d4 | e4 | f4 | g4 | h4 |
| a3 | b3 | c3 | d3 | e3 | f3 | g3 | h3 |
| a2 | b2 | c2 | d2 | e2 | f2 | g2 | h2 |
| a1 | b1 | c1 | d1 | e1 | f1 | g1 | h1 |

Ivancsuk–Topalov, Novgorod, 1996. 1–0 szicíliai védelem, scheveningeni, klasszikus változat (ECO B84)
1.e4 c5 2.Hf3 d6 3.d4 cxd4 4.Hxd4 Hf6 5.Hc3 a6 6.Fe2 e6 7.O-O Fe7 8.f4 O-O 9.Kh1 Vc7 10.a4 Hc6 11.Fe3 Be8 12.Ff3 Bb8 13.g4 Ff8 14.g5 Hd7 15.Fg2 Hxd4 16.Fxd4 b5 17.axb5 axb5 18.Ba7 Vd8 19.b4 e5 20.Fe3 exf4 21.Fxf4 He5 22.Hd5 Fg4 23.Vd2 Hc6 (diagram) 24.g6 Hxa7 25.gxf7 Kh8 26.Fg5 Vd7 27.fxe8=H Bxe8 28.Vf2 Kg8 29.e5 h6 30.Hb6 Vc7 31.Fd5+ Kh7 32.Fe4+ Kg8 33.Hd5 Vd7 34.He7+ 1-0
Topalov–Ivancsuk, Linares, 1999. 0–1 Zukertort-megnyitás (ECO A04)
1. Hf3 c5 2. c4 Hc6 3. d4 cxd4 4. Hxd4 e6 5. g3 Fb4+ 6. Hc3 Va5 7. Hdb5 d5 8. a3 Fxc3+ 9. bxc3 Hf6 10. Fg2 O-O 11. Vb3 dxc4 12. Vxc4 e5 13. Hd6 Fe6 14. Vd3 e4 15. Hxe4 Hxe4 16. Fxe4 Bad8 17. Vc2 Hd4 18. Vb2 Hxe2 19. Kxe2 Bfe8 20. Vb4 Vh5+ 21. f3 f5 22. g4 Vh3 23. gxf5 Fxf5 24. Vc4+ Kh8 25. Be1 Bxe4+ 0-1